# Atractor de Lorenz

El atractor de Lorenz, con valores b = 28, a = 10, c = 8/3

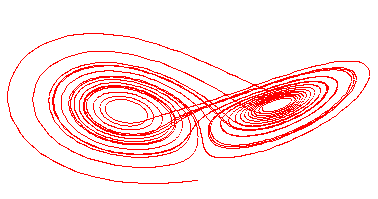
Proyección de un atractor de Lorenz tridimensional

El atractor de Lorenz es un concepto introducido por Edward Lorenz en 1963. Se trata de un sistema dinámico determinista tridimensional no lineal derivado de las ecuaciones simplificadas de rollos de convección que se producen en las ecuaciones dinámicas de la atmósfera terrestre.
Para ciertos valores de los parámetros a, b, c, el sistema exhibe un comportamiento caótico y muestra lo que actualmente se llama un atractor extraño; esto fue probado por Warwick Tucker en 2002. El atractor extraño en este caso es un fractal de dimensión de Hausdorff entre 2 y 3. Grassberger (1983) ha estimado la dimensión de Hausdorff en 2,06 ± 0,01 y la dimensión de correlación en 2,05 ± 0,01.
El sistema aparece en láseres, en generadores eléctricos y en determinadas ruedas de agua.
{\displaystyle {\frac {dx}{dt}}=a(y-x)}
{\displaystyle {\frac {dy}{dt}}=x(b-z)-y}
{\displaystyle {\frac {dz}{dt}}=xy-cz}
donde a es llamado el número de Prandtl y b se llama el número de Rayleigh.
{\displaystyle a,b,c>0}, pero es usualmente {\displaystyle a=10}, {\displaystyle c=8/3} y b es variado. El sistema exhibe un comportamiento caótico para {\displaystyle b=28} pero muestra órbitas periódicas para otros valores de b; por ejemplo, con {\displaystyle b=99,96} se convierte en un nudo tórico llamado T(3;2).
La forma de mariposa del atractor de Lorenz puede haber inspirado el nombre del efecto mariposa en la teoría del caos.

## Análisis

Simulación hecha en Julia.

### Simulación en Julia
```
using
 
Plots

# define the Lorenz attractor

@kwdef
 
mutable
 
struct
 
Lorenz

    
dt
::
Float64
 
=
 
0.02

    
σ
::
Float64
 
=
 
10

    
ρ
::
Float64
 
=
 
28

    
β
::
Float64
 
=
 
8
/
3

    
x
::
Float64
 
=
 
2

    
y
::
Float64
 
=
 
1

    
z
::
Float64
 
=
 
1

end

function
 
step!
(
l
::
Lorenz
)

    
dx
 
=
 
l
.
σ
 
*
 
(
l
.
y
 
-
 
l
.
x
);
         
l
.
x
 
+=
 
l
.
dt
 
*
 
dx

    
dy
 
=
 
l
.
x
 
*
 
(
l
.
ρ
 
-
 
l
.
z
)
 
-
 
l
.
y
;
   
l
.
y
 
+=
 
l
.
dt
 
*
 
dy

    
dz
 
=
 
l
.
x
 
*
 
l
.
y
 
-
 
l
.
β
 
*
 
l
.
z
;
     
l
.
z
 
+=
 
l
.
dt
 
*
 
dz

end

attractor
 
=
 
Lorenz
()

# initialize a 3D plot with 1 empty series

plt
 
=
 
plot3d
(

    
1
,

    
xlim
 
=
 
(
-
30
,
 
30
),

    
ylim
 
=
 
(
-
30
,
 
30
),

    
zlim
 
=
 
(
0
,
 
60
),

    
title
 
=
 
"Lorenz Attractor"
,

    
marker
 
=
 
2
,

)

# build an animated gif by pushing new points to the plot, saving every 10th frame

@gif
 
for
 
i
=
1
:
1500

    
step!
(
attractor
)

    
push!
(
plt
,
 
attractor
.
x
,
 
attractor
.
y
,
 
attractor
.
z
)

end
 
every
 
10

```

### Simulación en MATLAB
```
% Resolver para el intervalo de tiempo [0,100] con condiciones iniciales [1,1,1]

% ''f'' es un conjunto de ecuaciones diferenciales

% ''a'' es un arreglo que contiene variables x, y, z

% ''t'' es la variable de tiempo

sigma
 
=
 
10
;

beta
 
=
 
8
/
3
;

rho
 
=
 
28
;

f
 
=
 
@(
t
,
a
)
 
[
-
sigma
*
a
(
1
)
 
+
 
sigma
*
a
(
2
);
 
rho
*
a
(
1
)
 
-
 
a
(
2
)
 
-
 
a
(
1
)
*
a
(
3
);
 
-
beta
*
a
(
3
)
 
+
 
a
(
1
)
*
a
(
2
)];

[
t
,
a
]
 
=
 
ode45
(
f
,[
0
 
100
],[
1
 
1
 
1
]);
     
% Solución de EDO de Runge-Kutta de 4.º/5.º orden

plot3
(
a
(:,
1
),
a
(:,
2
),
a
(:,
3
))

```

### Simulación en Python

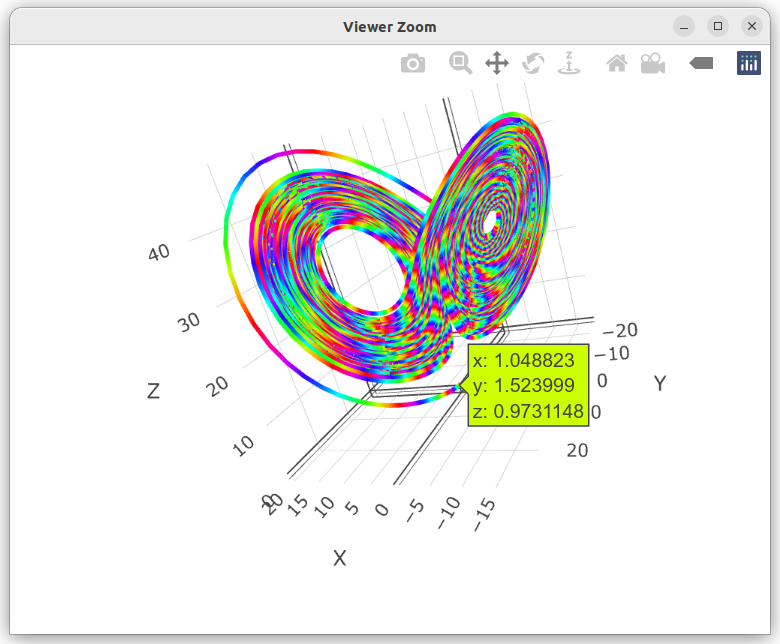
Simulación en R

```
import
 
numpy
 
as
 
np

import
 
matplotlib.pyplot
 
as
 
plt

from
 
scipy.integrate
 
import
 
odeint

from
 
mpl_toolkits.mplot3d
 
import
 
Axes3D

rho
 
=
 
28.0

sigma
 
=
 
10.0

beta
 
=
 
8.0
 
/
 
3.0

def
 
f
(
state
,
 
t
):

    
x
,
 
y
,
 
z
 
=
 
state
  
# Desempaqueta el vector de estado

    
return
 
sigma
 
*
 
(
y
 
-
 
x
),
 
x
 
*
 
(
rho
 
-
 
z
)
 
-
 
y
,
 
x
 
*
 
y
 
-
 
beta
 
*
 
z
  
# Derivadas

state0
 
=
 
[
1.0
,
 
1.0
,
 
1.0
]

t
 
=
 
np
.
arange
(
0.0
,
 
40.0
,
 
0.01
)

states
 
=
 
odeint
(
f
,
 
state0
,
 
t
)

fig
 
=
 
plt
.
figure
()

ax
 
=
 
fig
.
add_subplot
(
projection
=
'3d'
)

ax
.
plot
(
states
[:,
 
0
],
 
states
[:,
 
1
],
 
states
[:,
 
2
])

plt
.
show
()

```

### Simulación en R
```
library
(
deSolve
)

library
(
plotly
)

# parámetros:

#  en el texto:   a          b          c

prm
 
<-
  
list
(
   
sigma
 
=
 
10
,
 
rho
 
=
 
28
,
 
beta
 
=
 
8
/
3
   
)
 

# valores iniciales

varini
 
<-
 
c
(

  
X
 
=
 
1
,

  
Y
 
=
 
1
,
 

  
Z
 
=
 
1

)

Lorenz
 
<-
 
function 
(
t
,
 
vars
,
 
prm
)
 
{

  
with
(
as.list
(
vars
),
 
{

    
dX
 
<-
 
prm
$
sigma
*
(
Y
 
-
 
X
)

    
dY
 
<-
 
X
*
(
prm
$
rho
 
-
 
Z
)
 
-
 
Y

    
dZ
 
<-
 
X
*
Y
 
-
 
prm
$
beta
*
Z

    
return
(
list
(
c
(
dX
,
 
dY
,
 
dZ
)))

   
})

}

times
 
<-
 
seq
(
from
 
=
 
0
,
 
to
 
=
 
100
,
 
by
 
=
 
0.01
)

# llamado del resolvedor de ecuaciones diferenciales ordinarias (ode)

out
 
<-
 
ode
(
y
 
=
 
varini
,
 
times
 
=
 
times
,
 
func
 
=
 
Lorenz
,

           
parms
 
=
 
prm
)

# para asignarle color a los puntos:

gfill
 
<-
 
function 
(
repArr
,
 
long
)
 
{

  
rep
(
repArr
,
 
ceiling
(
long
/
length
(
repArr
)))[
1
:
long
]

}

dout
 
<-
 
as.data.frame
(
out
)

dout
$
color
 
<-
 
gfill
(
rainbow
(
10
),
 
nrow
(
dout
))

# Producción de la gráfica con Plotly:

plot_ly
(

  
data
=
dout
,
 
x
 
=
 
~
X
,
 
y
 
=
 
~
Y
,
 
z
 
=
 
~
Z
,

  
type
 
=
 
'scatter3d'
,
 
mode
 
=
 
'lines'
,

  
opacity
 
=
 
1
,
 
line
 
=
 
list
(
width
 
=
 
6
,
 
color
 
=
 
~
color
,
 
reverscale
 
=
 
FALSE
)

)

```